# 海楼镇
海楼镇，是中华人民共和国新疆维吾尔自治区阿克苏地区沙雅县下辖的一个乡镇级行政单位。
2016年1月9日，新疆维吾尔自治区人民政府批复同意撤销海楼乡建制，设立海楼镇。

## 行政区划
海楼镇下辖以下地区：
海楼村、都先拜巴扎村、贝迪力克奥依村、托喀依村、诺尔如孜库木村、科克布运村、托玛村、亚克布拉克村、塔勒克巴格村、阿克拜勒村、墩力买村、团结村、喀什巴格村、阿克墩村、依干其村、达坂库木村、喀塔吉尕代村、克孜勒塔木村、奥依玛特阔坦村、强尕铁热克村、博孜墩村、古再勒博斯坦村和啤酒花村。